# 卡哈拉湖
卡哈拉湖，是愛沙尼亞的湖泊，位於該國北部，由哈爾尤縣負責管轄，長2.4公里、寬2公里，面積16.4平方公里，海拔高度33米，平均水深0.9米，最大水深2.8米。